# Gran Premi de França del 1965
Resultats del Gran Premi de França de Fórmula 1 de la temporada 1965, disputat al circuit de Clermont-Ferrand el 27 de juny del 1965.

## Resultats
| Pos | No | Pilot           | Equip            | Voltes | Temps/ Retirada          | Pos. de sortida | Punts |
| --- | -- | --------------- | ---------------- | ------ | ------------------------ | --------------- | ----- |
| 1   | 6  | Jim Clark       | Lotus - Climax   | 40     | 2h 41' 38. 4             | 1               | 9     |
| 2   | 12 | Jackie Stewart  | BRM              | 40     | + 26.3 s                 | 2               | 6     |
| 3   | 2  | John Surtees    | Ferrari          | 40     | + 2' 33.5 min.           | 4               | 4     |
| 4   | 16 | Denny Hulme     | Brabham - Climax | 40     | + 2' 53.1 min.           | 6               | 3     |
| 5   | 10 | Graham Hill     | BRM              | 39     | + 1 Volta                | 13              | 2     |
| 6   | 36 | Jo Siffert      | Brabham - BRM    | 39     | + 1 Volta                | 14              | 1     |
| 7   | 8  | Mike Spence     | Lotus - Climax   | 39     | + 1 Volta                | 10              |       |
| 8   | 4  | Lorenzo Bandini | Ferrari          | 36     | Accident                 | 3               |       |
| 9   | 30 | Bob Anderson    | Brabham - Climax | 34     | Prob. amb el combustible | 15              |       |
| Ret | 18 | Bruce McLaren   | Cooper - Climax  | 23     | Suspensions              | 9               |       |
| Ret | 34 | Jo Bonnier      | Brabham - Climax | 21     | Alternador               | 11              |       |
| Ret | 24 | Chris Amon      | Lotus - BRM      | 20     | Prob. amb el combustible | 8               |       |
| Ret | 22 | Innes Ireland   | Lotus - BRM      | 18     | Caixa canvi              | 17              |       |
| Ret | 14 | Dan Gurney      | Brabham - Climax | 16     | Motor                    | 5               |       |
| Ret | 26 | Richie Ginther  | Honda            | 9      | Encesa                   | 7               |       |
| Ret | 28 | Ronnie Bucknum  | Honda            | 4      | Encesa                   | 16              |       |
| Ret | 20 | Jochen Rindt    | Cooper - Climax  | 3      | Accident                 | 12              |       |

## Altres
- Pole: Jim Clark 3' 18" 3

- Volta ràpida: Jim Clark 3' 18" 9 (a la volta 34)